# 広島県立高陽東高等学校
広島県立高陽東高等学校（ひろしまけんりつ こうようひがし こうとうがっこう）は、広島県広島市安佐北区に所在する公立の高等学校。

## 概要
広島市のベッドタウンである安佐北区高陽地区に1983年に設立された比較的新しい高校。部活動の中でも著名なのが硬式野球部で近年着実に力をつけ、これまで3度甲子園に出場している。
また、愛称・略はKHで、地元住民や生徒からは「東」と呼ばれている。

## 設置学科
- 総合学科
  - 文化・コミュニケーション系列
  - 理数・テクノロジー系列
  - ビジネス・情報系列
  - 環境・生活系列
  - スポーツ・保健系列
  - 芸術・ビジュアルアート系列

## 沿革[1]
- 1983年 - 広島県立高陽東高等学校開校。
- 1985年 - 校歌制定。
- 1991年 - 普通科4コース設置（人文英語，人文社会，理科数学，情報経理）。
- 1992年 - 創立10周年記念式典挙行。
- 1995年 - 総合学科設置
- 1996年 - センバツ甲子園、夏の甲子園に出場。
- 2003年- 創立20周年記念式典挙行。
- 2005年 - 夏の甲子園に出場。
- 2013年- 創立30周年記念式典挙行。
- 2022年- 創立40周年記念式典挙行。

## 校風
「求真愛美」（ぐしんあいび）

## 著名な出身者
- 西名みずほ（広島テレビアナウンサー）
- 梅林優貴（プロ野球選手・北海道日本ハムファイターズ）
- 山本力仁（プロ野球審判員）
- 宮脇靖知（広島テレビアナウンサー）野球部在籍（キャッチャー）